# Joseph Gunzinger
Josef Gunzinger, né le 23 mars 1892 à Welschenrohr et mort le 1er mai 1970 à Heiligenschwendi, est un horloger suisse.

## Biographie
Joseph Gunzinger est le fils de l'horloger Melchior Gunzinger et d'Elizabeth Allemann. Il fait son apprentissage dans l'atelier de son père, avant d'aller passer un an à La Chaux-de-Fonds, pour se perfectionner. En 1917, il est élu conseiller municipal de droite à Welschenrohr, un siège qu'il conserve jusqu'en 1931. En 1920, il épouse Rosalia Allemann, un professeur d'arts ménagers. Cette même année, il reprend l'entreprise familiale. Il change le nom de celle-ci. De « M. Gunzinger-Hug », elle devient « Gunzinger Frères SA ». 1921 voit l'élection de Gunzinger au Grand Conseil du canton de Soleure. Il conserve ce mandat jusqu'en 1925.
À partir de 1924, la compagnie commence à fabriquer des montres sous le nom de Technos, que Joseph Gunzinger avait préalablement déposé. Toujours en 1924, Gunzinger est un des cofondateurs de l'Association des fabricants d'horlogerie de la Suisse allemande. Le 16 mai 1927, aux Bains d'Artisholz, près de Soleure, il est élu, pour deux ans, membre du comité de cette association et délégué à l'assemblée de la Fédération horlogère. Entre 1934 et 1937, il est délégué du canton de Soleure à la Chambre suisse de l'horlogerie, à la Chaux-de-Fonds. Le 9 juin 1943, à Berne, il est élu à son comité pour une durée de deux ans.
À son apogée, en 1970, Technos emploie 450 personnes et exporte sa production dans le monde entier, notamment au Brésil et au Japon. C'est, de loin, le principal employeur de la vallée de Welschenrohr. Après la mort de Joseph Gunzinger, la société est vendue, en 1971, à la General Watch Company, une filiale de la holding ASUAG.

## Distinction
Joseph Gunzinger est fait citoyen d'honneur de sa ville natale, Welschenrohr, en 1962.